# Конные арбалетчики

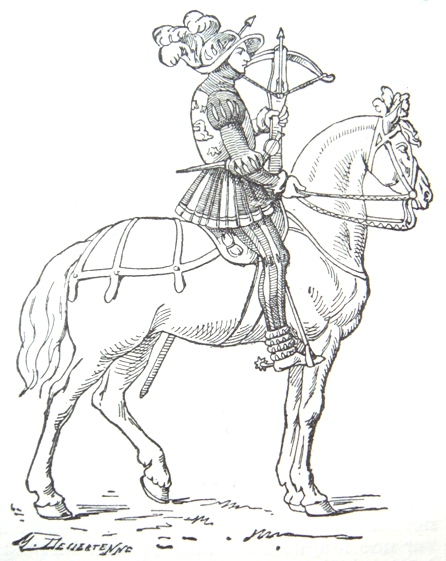
Французский конный арбалетчик XVI века; иллюстрация XIX века. Репринт оригинальной гравюры Йоста Аммана, 1579 год.

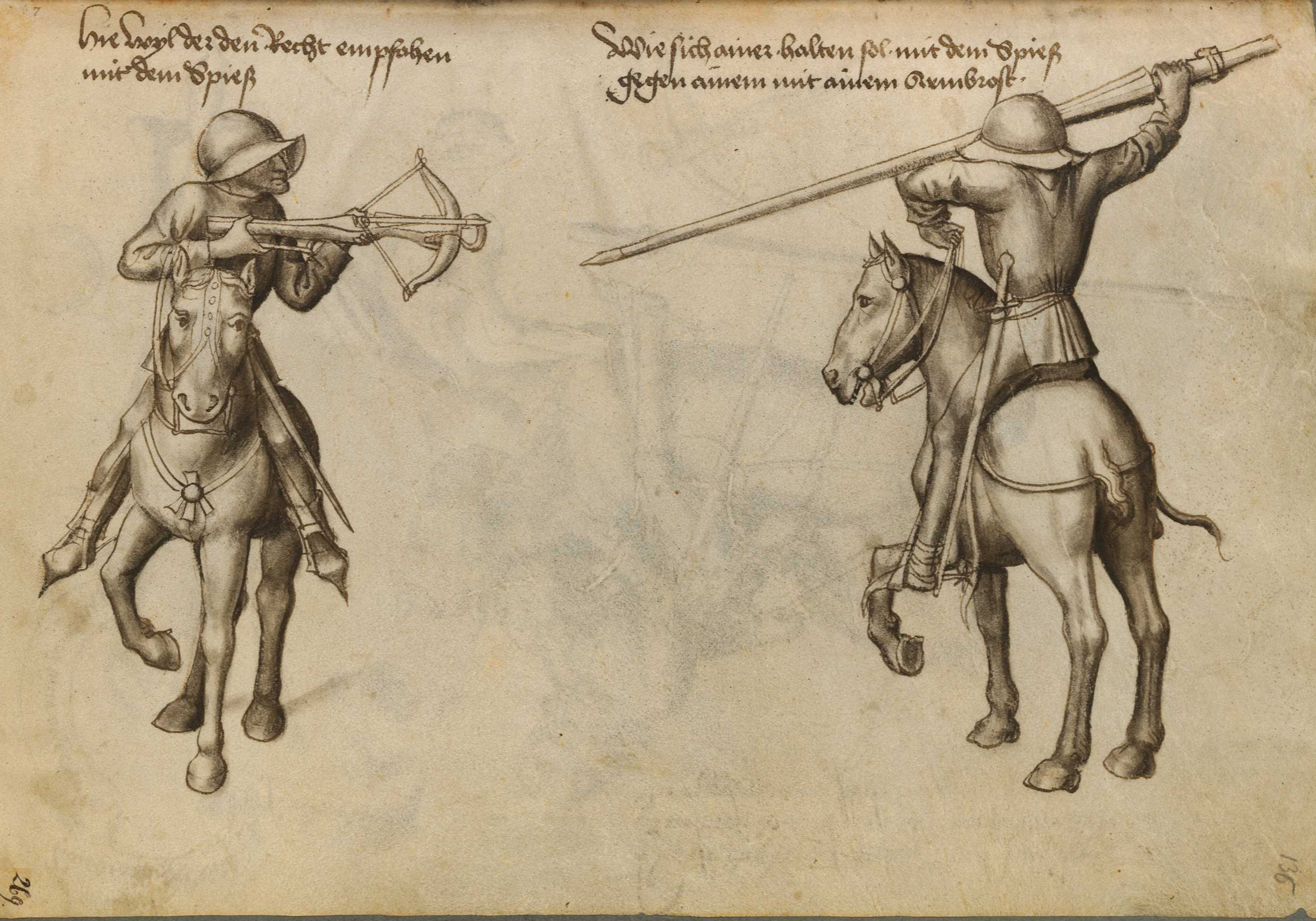
Конный арбалетчик в бою. Рисунок из «Фехтбуха» Ханса Тальхоффера, 1455-1460 гг.

Конные арбалетчики — стрелковая кавалерия, состоящая из стрелков из арбалета, применяющих своё оружие с коня в боевых условиях. Арбалет в целом являлся оружием пехоты, но в Европе, начиная по крайней мере с начала XIII века, специальные отряды конных арбалетчиков стреляли, не слезая с коней.
Куда более распространённая средневековая практика арбалетчиков, перемещавшихся на марше верхом, но спешивавшихся в бою, в этой статье не рассматривается.

## История
Стрелков из арбалета, применяющих своё оружие с коня в боевых условиях, мы видим, например, на гравюрах из «фехтбуха» (учебника боевых искусств) Ханса Тальхоффера, причём показана даже экзотическая техника стрельбы из арбалета назад на полном скаку (аналог «парфянского выстрела»). Их оружие обычно принадлежит к типу взводимого кранекином — реечно-редукторым воротом.
Наиболее подробно вооружение и снаряжение конных арбалетчиков-кранекинье описаны в бургундских ордонансах 1471—1473 годов.

«Жак надевается поверх кольчуги-палето и должен быть [сшит] из 10 [слоев] ткани (вместо 12) и дополнен доспехами, а именно нижними полу-наручами и малыми верхними наручами до локтя, достаточно широкими, чтобы не затруднять движений во время стрельбы. Они должны носить короткие сапоги с круглыми носками, чтобы, когда они спешиваются, носки не мешали им свободно идти. Арбалетчики и конные кранекинье должны иметь бригандины или нагрудники, как у кутилье (помощник жандарма), нижние полу-наручи и стальные верхние наручи, [кольчатое] ожерелье, салад, меч, как у конных лучников. Лошадь должна стоить не менее 20 франков».— Боэн-эн-Вермандуаский ордонанс

«Снаряжение конных кранекинье будет таким же, как у кутилье, за исключением того, что у вышеупомянутого кранекинье вместо дротика будет его кранекин и колчан для стрел (?) к нему».— Дижонский ордонанс
Между тем, использование конных арбалетчиков, судя по всему, никогда не было массовым, как ввиду специфики их самих как рода войска (снаряжение одоспешенного конного воина с арбалетом обходилось недёшево, при его весьма ограниченном боевом применении: арбалет мешал участвовать в рукопашном бою), так и с учётом свойственных им ограничений и в целом невысокой эффективности их применения в бою. На некоторых старинных иллюстрациях среди основной массы конных копейщиков иногда просматриваются отдельные воины, ведущие огонь из арбалетов, как правило — расположенные позади основной массы конных копейщиков; судя по всему, на практике использование ими арбалета сводилось к единственному залпу непосредственно перед сближением с противником на расстояние копейной сшибки, как максимум — второму уже после её начала, после чего арбалетчики либо вступали в ближний бой на холодном оружии, либо спешно отходили назад. То есть, арбалет, как впоследствии и пистоль, выступал в качестве своего рода одноразовой (на один выстрел) замены кавалерийской пике, которая в конном бою также часто ломалась или терялась после первой сшибки.
Стрельба из арбалета верхом также широко применялась при верховой охоте.

## Тактика применения

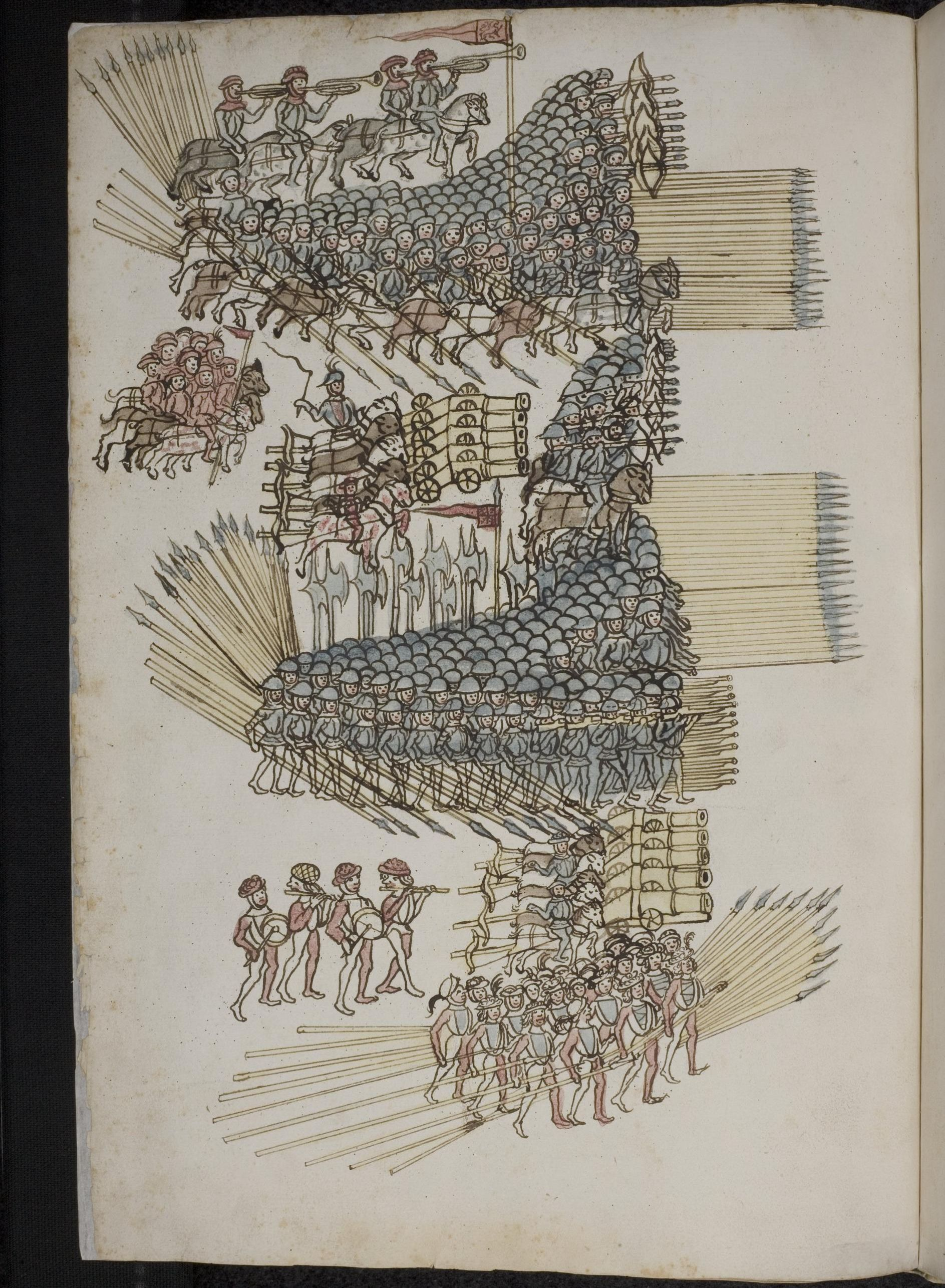
Иллюстрация из «Военной книги» Филиппа Менха. Гейдельберг, 1496 год. Конные арбалетчики в боевом порядке — слева от отрядов пехоты и кавалерии (и, соответственно, справа от противника).

В «Военной книге» Филиппа фон Зельденека конные арбалетчики находятся в стороне от основного отряда и чуть впереди от него, а их действия описываются как единственный залп во время сближения отрядов с последующим отходом за свои боевые порядки, так как пока они перезаряжали своё оружие, скоротечная стычка двух отрядов кавалерии могла уже окончиться победой одной из сторон:

…стрелки должны держаться против врага рядом со своим отрядом, с правой стороны, на расстоянии броска камня или дальше, и немного перед отрядом. И в тот момент, как отряды собираются сойтись и передние соприкоснуться, то стрелки должны позади вражеского знамени нацелиться и ударить; чтобы тех, что за вражеским знаменем, от знамени отделить; чтоб их строй от того получил меньше помощи; и твоим, если прорвутся, от тех, что должны к своему знамени подойти (были от знамени отделены), в свой черед никакого вреда не случиться. Но как стрелки прорвались, то они должны в тот же час развернуться на врага и не задерживаться или останавливаться, пока не взведут арбалеты; так как это будет слишком медленно и выйдет, что раньше чем они снова тронутся, случится с той частью победа или бегство. И будет хорошо, если стрелки с левой стороны на врага и его знамя, развернуться и прорвутся, чтоб ряд со знаменем расстроить и знамя пало. Но так никто не делает, как я сейчас знаю.— 
Таким образом, можно прийти к выводу, что скопированная по всей видимости с увиденного европейцами во время Крестовых походов восточного конного лучника концепция конного арбалетчика в целом себя не оправдала. Практика показала, что, хотя квалификация бойца при этом могла быть ниже, чем у конного лучника, перезарядка арбалета отнимала так много времени, что эффективность обстрела противника в скоротечном кавалерийском бою оказывалась близка к ничтожной. Ни о каком «засыпании» врага стрелами, бывшем классической тактикой конных лучников, которые, не прекращая обстрела, умело маневрировали на поле боя и были одной из решающих сил в кавалерии многих стран Востока, речи, естественно, не шло. Залп арбалетчиков перед началом стычки был призван внести сумятицу в ряды противников, полностью или частично вывести некоторых из них из строя, дезориентировать их и «облегчить работу» основной ударной силе — копейщикам. Как признаётся выше сам фон Зельденек, он не припоминает случаев, когда атака конных арбалетчиков оканчивалась решительным успехом («чтоб ряд со знаменем расстроить и знамя пало»).
Так или иначе, вооруженные уже пистолетами рейтары в некоторой степени переняли тактику конных арбалетчиков, как мушкетёры переняли у пеших арбалетчиков караколь.

## Известные примеры применения

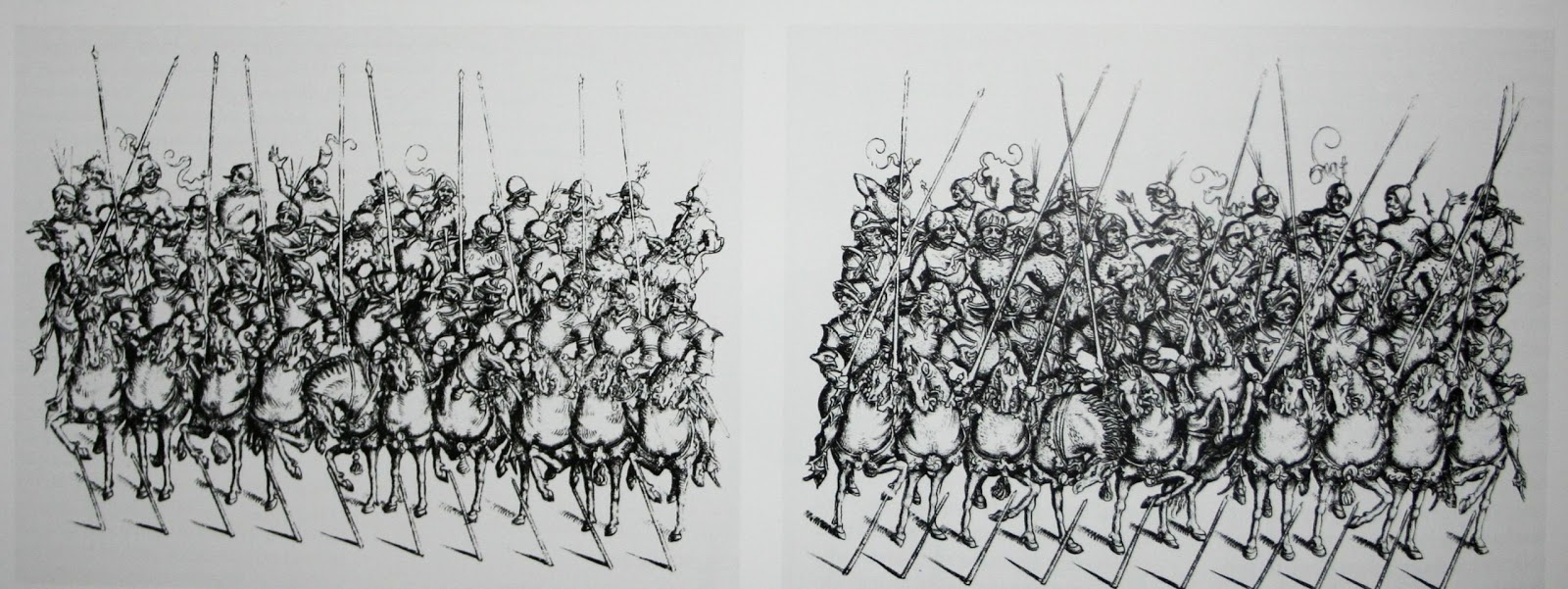
Бургундские конные арбалетчики за линией жандармов, изображение начала 1470-х годов. Интересно, что средний арбалетчик на правом изображении как раз натягивает воротом свой арбалет.

Гасконские конные арбалетчики использовались Чёрным Принцем в битве при Пуатье в 1356 году. Во французских ордонансовых ротах на одного жандарма приходилось несколько конных стрелков, но боевой опыт вновь показал, что такие стрелки вынуждены останавливаться для стрельбы, а их темп не мог превзойти темп английских пеших лучников (которые во время Столетней войны передвигались верхом, спешиваясь для боя). Польские стрельцы (конные арбалетчики) были также не очень эффективны. В швейцарских войсках командир баталии имел отряд конных арбалетчиков.
Существуют также упоминания использования конных стрелков из арбалета в Китае ещё при Цинь Ши-хуанди и, позднее, в Индии. Отдельные изобразительные источники позволяют с некоторой вероятностью говорить и о конных арбалетчиках в мусульманском мире эпохи Крестовых походов.

## Конные арбалетчики в массовой культуре
Конные арбалетчики иногда упоминаются в литературе жанра «фентези», причём боевая эффективность и распространённость этого вида войск зачастую сильно отличаются от реальных исторических (что, в принципе, может быть сказано и о других элементах военного дела, описываемых в рамках данного жанра).

## Комментарии
1. ↑  В изображении сражения при Гвинегате в 1513 году, сделанном для цикла «Триумф Императора Максимилиана» в 1513—1515 годах, художник Георг Лембергер (Lemberger, Georg; 1490/95 — 1540) пользуется точно таким же типом построения (пешие стрелки — пикинёры — артиллерия и конные арбалетчики — конница — конные арбалетчики). Однако современные исследователи[7] полагают, что Георг Лембергер изобразил не один, а последовательность разновременных моментов сражения: стычки, изображенные на разных планах происходили не в одно время, а последовательно.